# Sombath Somphone
Sombath Somphone (in lingua lao: ສົມບັດ ສົມພອນ; Provincia di Khammouan, 17 febbraio 1952) è un attivista, educatore e ambientalista laotiano, internazionalmente conosciuto per la sua attività di sostegno allo sviluppo delle comunità di lavoratori agricoli del Laos ed esponente di spicco della società civile del suo Paese.

## Biografia
Primo di otto figli di una povera famiglia di contadini laotiani, Sombath Somphone compì parte dei suoi studi secondari nel Wisconsin. Nei primi anni settanta ricevette una borsa di studio che gli permise di studiare alla Università delle Hawaii, dove conseguì un Bachelor degree in Pedagogia nel 1974 e un Master degree in Agricoltura nel 1978.
Ritornato in patria dopo che il Laos aveva raggiunto l'indipendenza, Sombath rivolse subito il suo impegno alla divulgazione di metodi di agricoltura sostenibile che contribuissero alla sicurezza alimentare. Sombath è stato anche un pioniere, in Laos, nell'introduzione di metodologie di "valutazione e diagnostica rurale partecipativa" (PRA-Participatory rural appraisal), un approccio allo sviluppo globale che cerca di integrare le conoscenze e le opinioni delle locali popolazioni rurali nella pianificazione e nella gestione dei programmi e dei progetti di sviluppo.

### PADETC

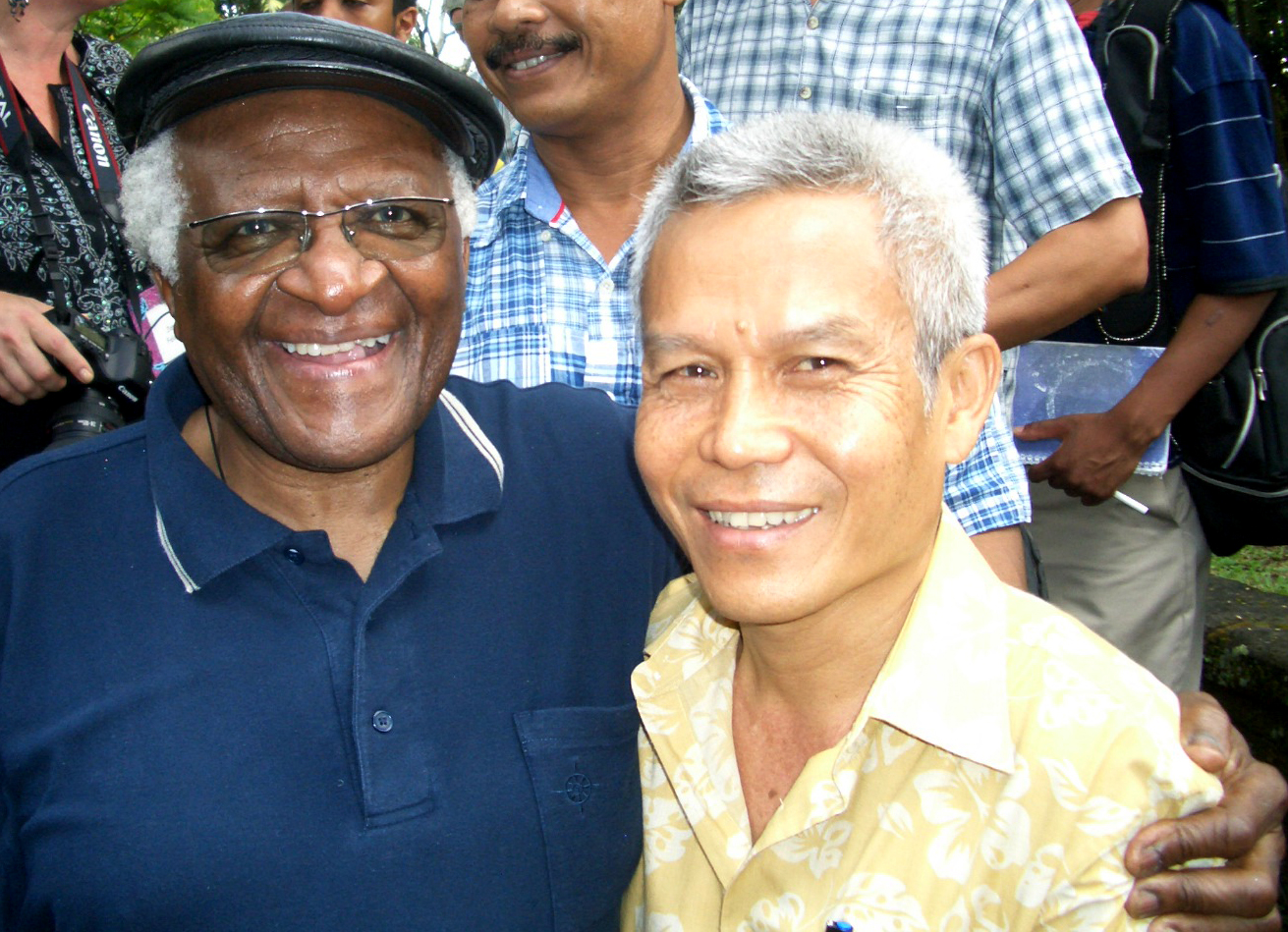
Con Desmond Tutu (a sx) nel 2006

Nel 1996, il Ministero dell'Istruzione gli ha dato il permesso di fondare il Participatory Development Training Center (PADETC), destinato a fornire, a giovani e a funzionari pubblici locali, una preparazione in materia di sviluppo basato sulle comunità. Per alcuni anni questa è stata l'unica organizzazione non governativa del genere in Laos. Il progetto promuove vari aspetti che possano dare un nuovo volto alla campagna, tra i quali l'energia sostenibile, la gestione dei rifiuti, l'artigianato rurale e l'agricoltura biologica.
Il PADETC si articola in tre fasi: l'apprendimento, effettuato in piccole comunità soprattutto da giovani volontari, la partecipazione, con cui viene insegnata la pratica, e la gestione autonoma. A quest'ultima fase, gli apprendisti e futuri imprenditori vengono addestrati ad identificare ed analizzare i problemi; vengono poi preparati anche in termini di pianificazione aziendale, sviluppo e marketing dei prodotti e accesso al microcredito. Al termine dei corsi, i giovani possono trasmettere e mettere in pratica quanto imparato nella loro comunità, ad esempio le scuole. Nel luglio del 2012, Sombat annunciò le sue dimissioni da direttore del PADECT per dedicarsi ad altri progetti.

### Sparizione
La sera del 15 dicembre 2012, Sombath Somphone è stato rapito nella capitale Vientiane. Alcune immagini catturate da una televisione a circuito chiuso lo mostrano mentre viene fermato dalla polizia e portato via a bordo di un pick-up, ma il governo del Laos ha negato ogni responsabilità nella sua sparizione
La sparizione di Sombath Somphone è stata seguita immediatamente da manifestazioni di preoccupazione espresse da soggetti e istituzioni di varie parti del mondo. L'Alto rappresentante per la politica estera dell'Unione europea, l'Alto Commissariato delle Nazioni Unite per i Diritti Umani, parlamentari dell'Asia e dall'Europa, organizzazioni non governative internazionali, e molti altri, hanno esortato il governo del Laos a intraprendere ogni azione necessaria ad assicurarne l'incolumità e il rilascio di Somphone

## Riconoscimenti
Nel 2001, Sombath Somphone ha ricevuto il "Premio per lo sviluppo delle risorse umane" per il contributo dato all'empowerment della classi rurali in stato di povertà del Laos dalla Commissione economica e sociale per l'Asia e il Pacifico delle Nazioni Unite.
Nel 2005, ha ricevuto il Premio Ramon Magsaysay per la leadership di comunità con la seguente menzione: [il premio] riconosce i suoi promettenti sforzi per promuovere lo sviluppo sostenibile in Laos formando e motivando i giovani del Paese a diventare una generazione di leader.
Nel 2010, l'East-West Center ha riconosciuto l'importanza del suo lavoro nella pubblicazione East West Centre: 50 Years, 50 Stories, che celebra il cinquantenario di fondazione dell'istituto di ricerca hawaiiano.
Nel 2011, Sombath ha tenuto il discorso inaugurale del 10° workshop regionale dell'API, una rete di intellettuali pubblici asiatici sostenute da finanziamenti della Nippon Foundation.
Nel 2012, ha tenuto il discorso di indirizzo al 9º Meeting of the Asia-Europe People's Forum (AEPF) tenutosi a Vientiane; l'International Organising Committee dell'AEPF ha definito Sombath una delle voci più influenti e rispettate in favore di uno sviluppo sociale ed economico in Laos, che sia equo, sostenibile e incentrato sulla persona.